# Ethelbert Nevin
Ethelbert Woodbridge Nevin (ur. 25 listopada 1862 w Edgeworth w stanie Pensylwania, zm. 17 lutego 1901 w New Haven w stanie  Connecticut) – amerykański pianista i kompozytor głównie muzyki wokalnej i utworów fortepianowych. Pisał utwory w stylu lirycznym, czasami wręcz sentymentalnym lub miłosnym.

## Życiorys

### Kariera muzyczna
Ethelbert Nevin rozpoczął naukę gry na fortepianie oraz podstaw muzyki w wieku czterech lat. Jego matka zakupiła pierwszy fortepian, jaki został sprowadzony w okolice Allegheny. Podstawową edukację muzyczną otrzymał od ojca, Roberta P. Nevina, właściciela gazety wydawanej w Pittsburghu, który hobbystycznie komponował muzykę i pisał wiersze. Ponieważ przejawiał talent muzyczny ojciec zabrał go do Drezna w Niemczech na dwa lata studiów muzycznych pod kierunkiem Von Böhme. Swój pierwszy utwór „Lilian Polka” skomponował w wieku 11 lat, a pierwszą pieśń „Good Night, Beloved” mając lat 13.
W 1878 roku rozpoczął studia na Western University (obecnie University of Pittsburgh), ale po roku przeniósł się do Bostonu, gdzie w latach 1882–1883 kontynuował naukę grę na fortepianie u Benjamina Johnsona Langa i kompozycję u Stephena A. Emery’ego. Następnie powrócił do Pittsburgha, gdzie dawał lekcje gry na fortepianie w celu zebrania środków na studia w Berlinie. W latach 1884–1886 wyjechał do Berlina, gdzie pobierał naukę gry na fortepianie u Karla Klindwortha, a teorię muzyki u Otto Tierscha. W grudniu 1886 w Berlinie po raz pierwszy wystąpił profesjonalnie debiutując w recitalu fortepianowym, co okazało się niekwestionowanym sukcesem.
W roku 1887 powrócił do Bostonu, gdzie przez kilka następnych lat dawał lekcje gry na fortepianie i okazjonalnie grał koncerty. W tym czasie skomponował „Sketchbook”, op. 2 (1888, zawierający siedem pieśni, jeden chorus i pięć utworów fortepianowych), utwór „Twas April!”, op. 5, nr 3 (1889), do tekstu Jamesa Freemana Clarka, „Trzy duety na fortepian” op. 6 (1890), a w 1891 „Sceny wodne” op. 13 („Dragon Fly”, „Ofelia”, „Wodna nimfa”, „Narcyz”, „Barkarola”) na fortepian oraz piosenkę „Narcyz” z tekstem P.C. Warrena. W 1892 roku złożył podanie o naukę kompozycji u Richarda Straussa, ale nie został przyjęty. Swój „Sketchbook” przedstawił dziesięciu różnym wydawcom, jednak komercyjny potencjał jego muzyki rozpoznał dopiero Gustave Schirmer, młody wydawca muzyki z Bostonu, który opublikował go w 1888 roku.
W latach 1893–1895 dawał wykłady, nauczał i koncertował w Bostonie, a następnie w Paryżu, Berlinie, Algierze, Florencji i Wenecji. W 1897 roku, z powodu złego stanu zdrowia spowodowanego nadużywaniem alkoholu, za namową Andrew Carnegie, powrócił do Stanów Zjednoczonych. W tym czasie Nevin skomponował „A Book of Songs”, op. 20 (1893, zawierający dziesięć piosenek z tekstami różnych autorów m.in. „Nokturn”, op. 20, nr 7, z tekstem Thomasa Baileya Aldricha).
Nevin skomponował także „Maggio in Toscana” op. 21 na fortepian (1896, zawierający „Arlecchino”, „Notturno”, „Barchetta”, „Misericordia”, „Il rusignuolo”, „La pastorella”). Opracował muzykę do pantomimy zatytułowanej „Floriane's Dream” (1898) dla zespołu tanecznego, którego członkiem była nieznana wówczas Isadora Duncan. Później przez wiele lat Duncan włączała „Sceny wodne” Nevina do swojego podstawowego tanecznego repertuaru.
W 1898 roku w Bostonie Nevin napisał swoją najpopularniejszą pieśń „The Rosary” z tekstem R.C. Rogersa, której 287 000 egzemplarzy sprzedano w roku 1913. Jednak pieśń ta nie była najbardziej reprezentatywna dla stylu kompozytora, będąc przesadnie sentymentalną balladą. W tym samym roku Nevin skomponował cykl na fortepian „Un Giorno in Venezia” (Dzień w Wenecji), z dźwiękowymi ruchami poematu „Alba”, „Gondolieri”, „Canzone amoroso” i „Buona notte”.
W 1899 roku w Cincinnati skomponował cykl piosenki „Captive Memories”, a w 1901 inną popularną piosenkę „Mighty Lak' a Rose”. Aranżację jego ostatniego dzieła, kantaty „The Quest”, ukończył Horatio Parker. 
Nevin był autorem ponad 500 kompozycji.

### Życie prywatne

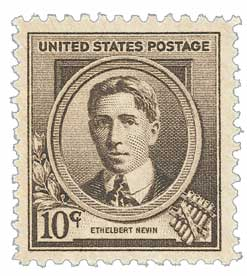
Ethelbert Nevin na amerykańskim znaczku pocztowym (1940)

Ethelbert Nevin ożenił się z Anne Paul Nevin, z którą miał dwoje dzieci.
Choć był wybitnym kompozytorem pod koniec życia był zadłużony. Połączenie długów i nadużywanie alkoholu doprowadziło do depresji. Czasami się przepracowywał, co stale pogarszało jego stan zdrowia. Ostatni występ dał w New Haven w stanie Connecticut w nocy z 14 na 15 lutego 1901 roku podczas recitalu Harolda Bauera. Po powrocie do domu jego stan zdrowia się pogorszył. Na jego rękach pojawiły się objawy drętwienia, uniemożliwiające grę na pianinie. Rankiem 17 lutego był bardzo słaby i nie wstawał z łóżka. Zmarł tego samego dnia w New Haven.
Ethelbert Nevin został upamiętniony na amerykańskim znaczku pocztowym w 1940 roku, w serii „Słynni Amerykanie”.

## Twórczość

### Utwory fortepianowe
- Lilian Polka (1874)
- Op. 2 Sketchbook (1888)
  - 1 Gavotte
  - 3 Love Song
  - 5 Berceuse
  - 7 Serenata
  - 9 Valse Rhapsodie
- Op. 6 Three Duets (1890)
  - 1 Valse Caprice
  - 2 Country Dance
  - 3 Mazurka
- Op. 7 Four Compositions (1890)
  - 1 Valser Gentile
  - 2 Slumber Song
  - 3 Intermezzo
  - 4 Song of the Brook
- Op. 8 Melody and Habanera for Violin and Piano (1891)
- Op. 13 Water Scenes (1891)
  - 1 Dragon Fly
  - 2 Ophelia
  - 3 Water Nymph
  - 4 Narcissus
  - 5 Barcarolle
- Op. 16 In Arcady (1892)
  - 1 A Shepherd's Tale
  - 2 Shepherds All and Maidens Fair
  - 3 Lullabye
  - 4 Tournament
- Op. 18 Two Études (1892)
  - 1 In the Form of a Romance
  - 2 In the Form of a Scherzo
- Barcarolle for Violin and Piano (1893)
- La Guitare (1896)
- Op. 21 May in Tuscany (1896)
  - 1 Arlecchino
  - 2 Notturno
  - 3 Barchetta
  - 4 Misericordia
  - 5 Il Rusignuolo
  - 6 La Pastorella
- Op. 25 A Day in Venice (1898)
  - 1 Alba
  - 2 Gondolieri
  - 3 Canzone amorosa
  - 4 Buona Notte
- Op. 30 En Passant (1899)
  - 1 A Fontainebleau
  - 2 In Dreamland
  - 3 Napoli
  - 4 At Home
- O'er Hill and Dale (1902)
  - 1 'Twas a Lover and His Lass
  - 2 The Thrush
  - 3 Love Is A-Straying, Ever Since Maying
  - 4 The Lark Is on the Wing

### Pieśni
- Bed-Time Song (1887)
- Op. 2 Sketchbook (1888)
  - 2 Im Wunderschönen Monat Mai
  - 4 Du Bist Wie Eine Blume
  - 6 Lehn Deine Wang' an Meine Wang'
  - 8 Oh! That We Two Were Maying

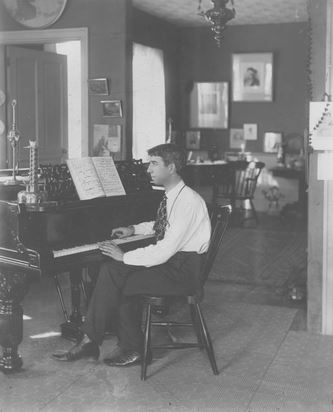
Ethelbert Nevin, ok. 1900

  - 10 In Winter I Get Up at Night,
Of Speckled Eggs the Birdie Sings,
Dark Brown Is the River
- Op. 3 Three Songs (1888)
  - 1 Deep in a Rose's Glowing Heart
  - 2 One Spring Morning
  - 3 Doris
- Op. 5 Five Songs (1889)
  - 1 Herbstgefuhl
  - 2 La Chanson des Lavandieres
  - 3 'Twas April
  - 4 Raft Song
  - 5 Before the Daybreak
- Op. 9 Wynken, Blynken, and Nod (1890)
- Op. 12 Songs for Soprano or Tenor (1891)
  - 1 A Summer Day
  - 2 Beat Upon Mine, Little Heart
  - 3 In a Bower
  - 4 Little Boy Blue
  - 5 At Twilight
- Op. 17 Three Songs (1892)
  - 1 Hab' ein Roslein
  - 2 Le Vase Brise
  - 3 Rappelle-toi
- Op. 20 A Book of Songs (1893)
  - 1 A Fair Good Morn
  - 2 Sleep, Little Tulip
  - 3 Every Night
  - 4 Airly Beacon
  - 5 When the Land was White with Moonlight
  - 6 A Song of Love
  - 7 Nocturne
  - 8 Dites-moi
  - 9 Orsola's song
  - 10 In der Nacht
- The Rosary (1898)
- Op. 28 Songs from Vineacre (wydawane osobno)
  - 1 A Necklace of Love (1899)
  - 2 Sleeping and Dreaming (1899)
  - 3 Mon dèsir (1899)
  - 4 The Nightingale's Song (1899)
  - 5 Dream-maker man (1900)
  - 6 La lune blanche (1900)
  - 7 Ein Heldenlied (1900)
  - 8 Ein Liedchen (1900)
- An African Love Song (1901)
- Mighty Lak' a Rose (1901)
do słów Franka Lebby’ego Stantona (1894)